# Niambia damarensis
Niambia damarensis là một loài chân đều trong họ Platyarthridae. Loài này được Panning miêu tả khoa học năm 1924.